# Johannes Jan Versluijs
Johannes Jan Versluijs (Middelburg, 13 augustus 1901 – Oud-Vossemeer, 7 februari 1969) was een Nederlands politicus van de ARP.
Hij werd geboren als zoon van Cornelis Versluijs (1872-1930; vanaf 1908 notaris te Leiden) en Anna Maria Post (1876-1914). Hij is afgestudeerd in de rechten en was daarna als volontair werkzaam bij de gemeentesecretarie van Rijnsburg. In 1934 werd hij benoemd tot burgemeester van Oud-Vossemeer. Nadat hij in 1966 de pensioengerechtigde leeftijd had bereikt bleef hij aan als waarnemend burgemeester van die gemeente. Eind 1968 werd hij ziek waarop wethouder Adrie van Engelen vaker als locoburgemeester optrad. Tijdens zijn burgemeesterschap overleed Versluijs begin 1969 op 67-jarige leeftijd. Daarna werd Van Engelen benoemd als waarnemend burgemeester van Oud-Vossemeer.